# Định lý Ax–Grothendieck
Trong toán học, định lý Ax-Grothendieck là một kết quả về tính đơn ánh và tính toàn ánh của các đa thức, chứng minh độc lập bởi James Axe và Alexander Grothendieck.
Định lý thường được phát biểu trong trường hợp đặc biệt sau: Nếu P là hàm đa thức đơn ánh từ không gian vectơ phức n chiều vào chính nó thì P là song ánh.

## Chứng minh qua các trường hữu hạn
Chứng minh của Grothendieck  dựa trên việc xem xét định lý tương tự cho các trường hữu hạn và các bao đóng đại số tương ứng. Nghĩa là, đối với bất kỳ trường hữu hạn (hoặc bao đóng đại số của một trường hữu hạn) F, nếu một đa thức P từ Fn vào chính nó là đơn ánh thì nó cũng là song ánh.
Nếu F là trường hữu hạn thì không gian véc-tơ Fn có lực lượng hữu hạn. Trong trường hợp này, định lý đúng vì những lý do tầm thường không liên quan gì đến việc biểu diễn hàm dưới dạng đa thức: bất kỳ đơn ánh nào từ một tập hữu hạn vào chính nó đều là một song ánh. Nếu F là bao đóng đại số của một trường hữu hạn, định lý là hệ quả của định lý không điểm Hilbert. Do đó, định lý Ax-Grothendieck cho các số phức có thể được chứng minh bằng cách chỉ ra rằng một phản ví dụ trên C sẽ cho ta một phản ví dụ trên một mở rộng đại số của trường hữu hạn.
Phương pháp chứng minh này đáng chú ý ở chỗ nó là một ví dụ cho ý tưởng rằng quan hệ đại số hữu hạn trong các trường có đặc số 0 có thể được chuyển thành quan hệ đại số trên các trường hữu hạn có đặc số lớn. Do đó, người ta có thể sử dụng số học của các trường hữu hạn để chứng minh một số khẳng định về C (mặc dù không tồn tại một đồng cấu từ bất kỳ trường hữu hạn nào vào C). Đây cũng là một ví dụ cho nguyên lý của lý thuyết mô hình

## Chứng minh khác
Định lý này có thể được chứng minh theo nhiều cách khác. Armand Borel đã đưa ra một chứng minh sử dụng tô pô.
Trường hợp n = 1 và trường C là một hệ quả của định lý Picard (các đa thức là trường hợp đặc biệt của các hàm giải tích).